# Jooro
Le Jooro (aussi orthographiés Jowro ou Djowro) (plur. joorooBe) est un personnage politique traditionnel d'une communauté peule.
Jooro (prononcer dioro) est une contraction de jom (chef) et wuro (village et plus largement tout espace habité).

## Fonctions
La fonction d'un jooro est d'ordre foncier, juridictionnel, fiscal et représentatif :
- il détermine l'accès à l'espace pour ce qui concerne l'habitat, l'agriculture et le creusement des puits
- il prend en compte les conflits territoriaux qui, habituellement, concernent l'agriculture
- il perçoit un impôt, en général pour le compte d'un lamido ou pour celui d'un suzerain étranger
- Il représente l'ensemble de la communauté pour ceux qui viennent lui rendre visite et il a une importante fonction d'hôte ; il est aussi le porte-parole de ses administrés à l'extérieur

Son pouvoir s'exerce sur un territoire à la fois restreint et délimité (le leydi) et sur les gens : tout au plus quelques milliers de personnes sur un territoire de quelques dizaines de kilomètres carrés le plus souvent.

## Désignation
Le jooro est souvent lié à la notion de « premier arrivant », courante dans les sociétés africaines, tout particulièrement chez les Peuls qui ont connu de nombreux mouvements de migration. Le jooro est ainsi fréquemment issu de la famille s'étant la première installée et ayant creusé le premier puits.
Toutefois, bien que la chefferie ait un caractère héréditaire avec transmission du pouvoir de père en fils aîné et, moins souvent, d'aîné à cadet, la personnalité du candidat à la chefferie fera l'objet de discussions au sein du groupe qui aboutira à la mise à l'écart de ce dernier s'il ne fait pas consensus au profit d'un autre membre du lignage. Le jooro devra en outre être confirmé dans ses fonctions par le suffrage de la population.

## Dans le delta intérieur du Niger
La région du delta intérieur du Niger, au Mali, est originale a bien des égards : le terme jooro y désigne un personnage spécialisé dans l'élevage (d'où la traduction de « maître des pâturages ») qui perçoit des taxes de pacage ou de passage à son profit.